# George Robert Gray

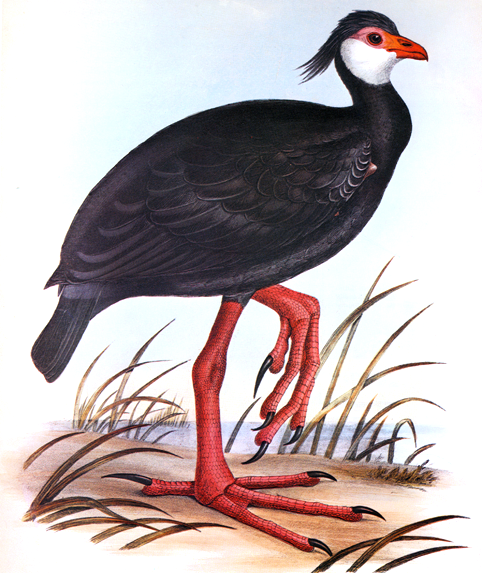
Chauna chavaria. Plancha de Genera of Birds

George Robert Gray (8 de julio de 1808 - 6 de mayo de 1872) fue un zoólogo inglés, jefe de la sección de ornitología del Museo Británico de Londres durante 41 años. Era el hermano menor de John Edward Gray.
La publicación más importante de George Gray fue Genera of Birds (1844-49), ilustrada por David William Mitchell y Joseph Wolf, que incluía 46.000 referencias.
Comenzó su carrera en el Museo Británico como cuidador asistente  del área de Zoología en 1831. Sus primeros cometidos fueron el catálogo de insectos lo que le llevó a publicar Entomología de Australia (1833) así como a colaborar en la sección de entomología de la edición inglesa de la obra de Georges Cuvier Reino Animal.
La descripción de Gray de Gray's Grasshopper Warbler (Locustella fasciolata) apareció en 1860, siendo nombrada el ave en su honor. El espécimen había sido recogido por Alfred Russel Wallace en las Molucas.

## Algunas publicaciones
- The Entomology of Australia, in a series of Monographs. Part I. The Monograph of the Genus Phasma. Londres
- 1831 The Zoological Miscellany Zool. Miscell. (1): [1] 1-40
- Gray, G.R. (1840). A list of the genera of birds, with an indication of the typical species of each genus, compiled from various sources (en inglés). 80 pp. Londres: Richard and John E. Taylor. Disponible en Biodiversitas Heritage Library. doi:10.5962/bhl.title.13777.
- Gray, G.R. (1841). A list of the genera of birds: with their synonyma and an indication of the typical species of each genus. 2nd edition, revised, augmented and accompanied with an index (en inglés). 115 pp. Londres: Richard and John E. Taylor. Disponible en Biodiversitas Heritage Library. doi:10.5962/bhl.title.14202.
- Gray, G.R. (1844–1849). The genera of birds: comprising their generic characters, a notice of the habits of each genus, and an extensive list of species referred to their several genera (en inglés). Vol.1: i-xvi, 1-300, pl.1-70. Ilustrado por David William Mitchell. Londres: Longman, Brown, Green, and Longmans. Disponible en Biodiversitas Heritage Library. doi:10.5962/bhl.title.60796.
- Gray, G.R. (1844–1849). The genera of birds: comprising their generic characters, a notice of the habits of each genus, and an extensive list of species referred to their several genera (en inglés). Vol.2: i-iv, 301-483, pl.73-120. Ilustrado por David William Mitchell. Londres: Longman, Brown, Green, and Longmans. Disponible en Biodiversitas Heritage Library. doi:10.5962/bhl.title.60796.
- Gray, G.R. (1844–1849). The genera of birds: comprising their generic characters, a notice of the habits of each genus, and an extensive list of species referred to their several genera (en inglés). i-iv, 484-669, pl.121-185 + Appendix and Index: 1-117. Ilustrado por David William Mitchell. Londres: Longman, Brown, Green, and Longmans. Disponible en Biodiversitas Heritage Library. doi:10.5962/bhl.title.60796.
- 1846 Descriptions and Figures of some new Lepidopterous Insects chiefly from Nepal. London, Longman, Brown, Green, & Longmans
- 1852 Catalogue of Lepidopterous Insects in the British Museum. Part 1. Papilionidae. [enero de 1853] "1852" iii + 84 pp. 13 pls.
- 1871 A fasciculus of the Birds of China. Londres, Taylor & Francis
- con Richard Bowdler Sharpe, The Zoology of the Voyage of HMS Erebus & HMS Terror. Birds of New Zealand. 1875. Ed. revisada de Gray (1846) (1875)
- Handlist of the genera and species of birds. Londres 1869-72

## Honores
- Miembro de la Royal Society
- 1833: cofundador de lo que sería la Royal Entomological Society of London

## Abreviatura (zoología)
La abreviatura Gray  se emplea para indicar a George Robert Gray como autoridad en la descripción y taxonomía en zoología.